# Giovanni Romano (storico dell'arte)
Giovanni Romano (Carmagnola, 20 febbraio 1939 – Torino, 24 dicembre 2020) è stato uno storico dell'arte italiano.
Grande esperto di Rinascimento lombardo e piemontese, fu a lungo professore dell'Università degli Studi di Torino e socio nazionale dell'Accademia delle Scienze di Torino.

## Biografia
Giovanni Romano era nato a Carmagnola, dove "ci sono più chiese che case", come amava dire, e proprio questo lo ha portato ad avvicinare i suoi interessi all'architettura e alla storia dell'architettura. Ha approfondito i suoi studi in filologia iconografica seguendo il pensiero dello storico dell'arte Roberto Longhi. 
Iniziò la sua carriera nel 1970 a Torino come funzionario presso la Soprintendenza per i Beni Artistici e Storici del Piemonte, incarico che gli permise di curare molte mostre monografiche su tutto il territorio regionale, e che mantenne fino al 1986 quando diresse la collana editoriale Arte in Piemonte della Fondazione Cassa di Risparmio di Torino.  
In quegli anni, dal 1982, diede inizio a un progetto di riordino e ristrutturazione della Galleria Sabauda di Torino, progetto che fu poi proseguito dai direttori che gli sono succeduti.
Nel 1987 lasciò l'incarico di dirigente presso la Soprintendenza accettando quello di professore ordinario presso l'Università di Torino dove ha insegnato fino al 1990 Storia della Critica d'Arte prima, poi Storia dell'Arte medievale fino al 1997, e successivamente Storia dell'Arte moderna , formando un gran numero di allievi. Fu socio effettivo della Deputazione Subalpina di storia patria, socio nazionale  dell'Accademia delle Scienze di Torino
e componente del comitato editoriale de L'Indice dei libri del mese.
Giovanni Romano fu anche Accademico Clementino bolognese. 
Si occupò soprattutto di arte nell'Italia settentrionale dal Romanico al Settecento. Sul Rinascimento lombardo, scrisse pagine fondamentali su Vincenzo Foppa, Bernardo Zenale e il Bramantino; a tal riguardo, pubblicò nel 2011 il vigoroso saggio Rinascimento in Lombardia.  Sul versante del Rinascimento in Piemonte, incentrò l'interesse su Defendente e Gaudenzio Ferrari..  Molti suoi libri sono tradotti anche in altre lingue.
È morto, dopo una lunga malattia, il 24 dicembre 2020, all'età di 81 anni, a Torino.

## Opere
- Il coro di San Lorenzo, Alba, Famija albeisa, 1969. [sul coro intarsiato della Cattedrale di Alba]
- Casalesi del Cinquecento. L'avvento del manierismo in una città padana, Collana Saggi n.458, Torino, Einaudi, 1970.
- Valle di Susa. Arte e Storia dall'XI al XVIII secolo, Torino, Editore Impronta-Assessorato alla Cultura, 1977.
- Studi sul paesaggio, Collana Piccola Biblioteca, Torino, Einaudi, 1978. - col titolo Studi sul paesaggio. Storia e immagini, nuova ed. aumentata, Collana Saggi n.747, Einaudi, 1991, ISBN 978-88-061-2359-8; Collana Piccola Biblioteca, Einaudi, 1997, ISBN 978-88-063-1799-7.
- Niccolò Musso. Galleria della Sabauda, Torino, Umberto Allemandi, 1990.
- Gotico in Piemonte, Cassa di Risparmio di Torino, 1992.
- Storie dell'arte. Toesca, Longhi, Wittkower, Previtali, Collana Saggi, Roma, Donzelli, 1997, ISBN 978-88-7989-394-7.
- Rinascimento in Lombardia. Foppa, Zenale, Leonardo, Bramantino, Collezione Campi del sapere, Milano, Feltrinelli, 2011, ISBN 978-88-07-10472-5.
- Studi sulla collegiata dei Santi Pietro e Paolo di Carmagnola, L'Artistica Editrice, 2014, ISBN 978-88-7320-350-6.
- Una lezione per aspiranti storici dell'arte, Scalpendi, 2019, ISBN 978-88-322-0308-0. [5]

### Curatele
- Musei del Piemonte: opere d'arte restaurate, Regione Piemonte, 1978.
- Giacomo Jaquerio e il Gotico internazionale, Torino, Assessorato Cultura, 1979.
- Gaudenzio Ferrari e la sua scuola. I cartoni cinquecenteschi dell'Accademia Albertina, Accademia Albertina di Belle Arti, 1981.
- Percorsi caravaggeschi tra Roma e Piemonte, Torino, Cassa di Risparmio di Torino, 1981.
- Tessuti antichi nelle Chiese di Arona, con Donata Devoti, Torino, 1981.
- Bernardino Lanino, con Paola Astrua, Milano, Electa, 1985.
- Bernardino Lanino e il Cinquecento a Vercelli, Torino, Cassa di Risparmio di Torino, 1986.
- Il Museo e la Pinacoteca di Alessandria, con Carlenrica Spantigati, Cassa di Risparmio di Alessandria, 1986.
- Porcellane e argenti del Palazzo Reale di Torino, con Andreina Griseri e Giovanni Bertolo, Milano, Fabbri, 1987.
- Figure del Barocco in Piemonte. La corte, la città, i cantieri, le province, Cassa di Risparmio di Torino, 1988.
- Arte del Quattrocento a Chieri, con Michela Di Macco, Torino, Umberto Allemandi, 1988.
- Diana Trionfatrice. Arte di corte nel Piemonte del Seicento, con Michela Di Macco, Torino, Umberto Allemandi, 1989.
- Piemontesi e lombardi tra Quattrocento e Cinquecento, Torino, Antichi Maestri Pittori, 1989.
- Catalogo della Pittura Italiana del '600 e del '700, Milano, Giorgio Mondadori, 1990.
- Le collezioni di Carlo Emanuele I, Cassa di Risparmio di Torino, 1990.
- Domenico Della Rovere, Cassa di Risparmio di Torino, 1990.
- Domenico Della Rovere e il Duomo Nuovo di Torino, Cassa di Risparmio di Torino, 1990.
- La Sacra di San Michele, SEAT, 1990.
- Pittura Italiana del '600 e del '700, Milano, Giorgio Mondadori, 1990.
- Da Biduino ad Argardi. Pittura e scultura a confronto, Torino, Antichi Maestri Pittori, 1990.
- Quindici anni di studi e ricerche, Torino, Antichi Maestri Pittori, 1993.
- La Cattedrale di Fossano, Cassa di Risparmio di Fossano, 1993.
- Torino 1675-1699. Strategie e conflitti del Barocco, Torino, Cassa di Risparmio di Torino, 1993.
- Piemonte romanico, Torino, Cassa di Risparmio di Torino, 1994.
- Sergio Saroni, Torino, Umberto Allemandi, 1996.
- Primitivi piemontesi nei Musei di Torino, Cassa di Risparmio di Torino, 1996.
- Pittura e miniatura del Trecento in Piemonte, Cassa di Risparmio di Torino, 1997.
- Gandolfino da Roreto e il Rinascimento nel Piemonte meridionale, Torino, Cassa di Risparmio di Torino, 1998.
- Realismo caravaggesco e prodigio barocco, Citta di Savigliano, 1998.
- Lo spirito dei luoghi. Quattro fotografi italiani attraverso il Piemonte, con Charles-Henri Favrod, Silvana, 1998, ISBN 978-88-821-5136-2.
- Da Musso a Guala. Catalogo della mostra, con Carlenrica Spantigati, 1999.
- Vincenzo Foppa. Un protagonista del Rinascimento, con Giovanni Agosti e Mauro Natale, Milano, Skira, 2002.[6]
- La fede e i mostri. Cori lignei scolpiti in Piemonte e Valle d'Aosta (secoli XIV-XVI), Cassa di Risparmio di Torino, 2002.
- «Di fino colorito». Martino Spanzotti e altri casalesi, con Alessandra Guerrini e Germana Mazza, Comune di Casale Monferrato, 2004.
- Una gloriosa sfida. Opere d'arte a Fossano, Saluzzo e Savigliano (1550-1750), con Gelsomina Spione, Ass. Culturale Marcovaldo, 2004, ISBN 978-88-885-9720-1.
- La Carità svelata. Il patrimonio artistico della Confraternita e dell'Ospedale di Santa Croce in Cuneo, Cuneo, Comune di Cuneo, 2007.
- La Collezione di Roberto Longhi dal Duecento al Caravaggio a Morandi, con Mina Gregori, Savigliano, L'Artistica Editrice, 2007.
- Diplomazia Musei Collezionismo tra il Piemonte e l'Europa negli anni del Risorgimento, Cassa di Risparmio di Torino, 2011.